# Gorizont (film 1932)
Gorizont (Горизонт), anche noto come Orizzonte, è un film del 1932 diretto da Lev Vladimirovič Kulešov.